# Hartenholm
Hartenholm er en by og en kommune i det nordlige Tyskland, beliggende i Amt Kaltenkirchen-Land i den vestlige del af Kreis Segeberg. Kreis Segeberg ligger i den sydøstlige del af delstaten Slesvig-Holsten.

## Geografi
Hartenholm ligger omkring 15 km sydvest for Bad Segeberg. Motorvejen A7 går ca. syv kilometer mod vest i nord/sydgående retning.
Flugplatz Hartenholm ligger i nabokommunen Hasenmoor, lige nordvest for kommunegrænsen ved Bundesstraße B 206 der lige strejfer nordspidsen af kommunen i øst/vestgående retning.
Hartenholm lige syd for det store skovområde Segeberger Forst, der omtrent svarer til kommunefrie Forstgutsbezirk Buchholz og har et areal på 4.000 ha. hvilket der gør det til det næststørste skovområde i Slesvig-Holsten, efter Sachsenwald.